# Argostemma ebracteolatum
Argostemma ebracteolatum är en måreväxtart som beskrevs av Geddes. Argostemma ebracteolatum ingår i släktet Argostemma och familjen måreväxter. Inga underarter finns listade i Catalogue of Life.